# ویوی لون
ویوی لون (فنلاندی: Wivi Lönn؛ ۲۰ مه ۱۸۷۲–۲۷ دسامبر ۱۹۶۶)، با نام اولیویا ماتیلدا لون (به فنلاندی: Olivia Mathilda Lönn) در هنگام تولد، معمار فنلاندی بود. او نخستین زنی بود که انجمن معماران فنلاندی عنوان افتخاری «پروفسور» را به او اهدا کرد.

## آغاز زندگی و تحصیلات
اولیویا ماتیلدا لون در روستای انکینیمی، در نزدیکی تامپره در ۲۰ مه ۱۸۷۲ زاده شد. پدرش ویلهلم لون، آبجوساز محلی بود و مادرش ماتیلدا سیرن نام داشت. پس از فارغ‌التحصیلی از مدرسهٔ صنعتی تامپره به هلسینکی نقل مکان کرد. از سال ۱۸۹۳ تا ۱۸۹۶ در دانشگاه پلی‌تکنیک هلسینکی در رشتهٔ معماری تحصیل کرد. در همین دوره در چندین مسابقهٔ معماری برنده جایزهٔ نخست شد. او در طول زندگی خود با هانا پروینن دوستی نزدیک برقرار کرد که بارها همکاری حرفه‌ای منجر شد.

## دوران حرفه‌ای
پس از فارغ التحصیلیش از دانشگاه، لون دفتر معماری خود را تأسیس کرد و او را به اولین معمارفعال و مستقل زن در کشور فنلاند تبدیل کرد.> در سال ۱۹۰۴، او اولین جایزه معماری را در مسابقه ای از مدرسه تجاری تامپره برد. از سال ۱۹۰۹ تا ۱۹۱۳، ویوی لون و آرماس لیندگرن، تئاتر استونی را به سبک آر نوو و همچنین دانشجویان جدید در هلسینکی را طراحی کردند و ساختند. در سال ۱۹۱۳، او به ییواسکولا نقل مکان کرد، در آن جا او طرّاحی چندین پروژهٔ معماری، از جمله یک مدرسه، یک کارخانه و چندین ساختمان دیگر رابر عهده گرفت.

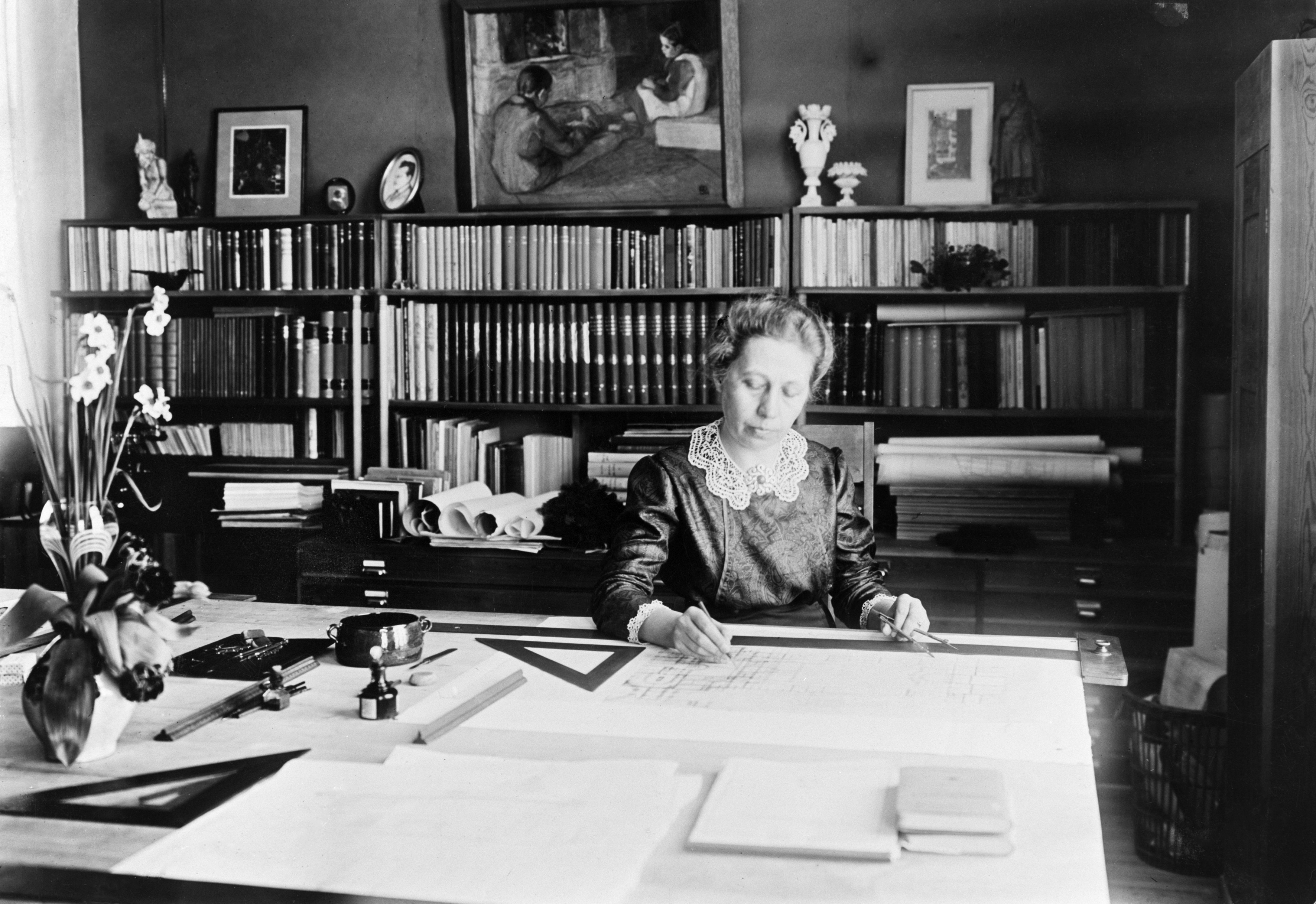
لون روی یک طراحی کار می‌کند.

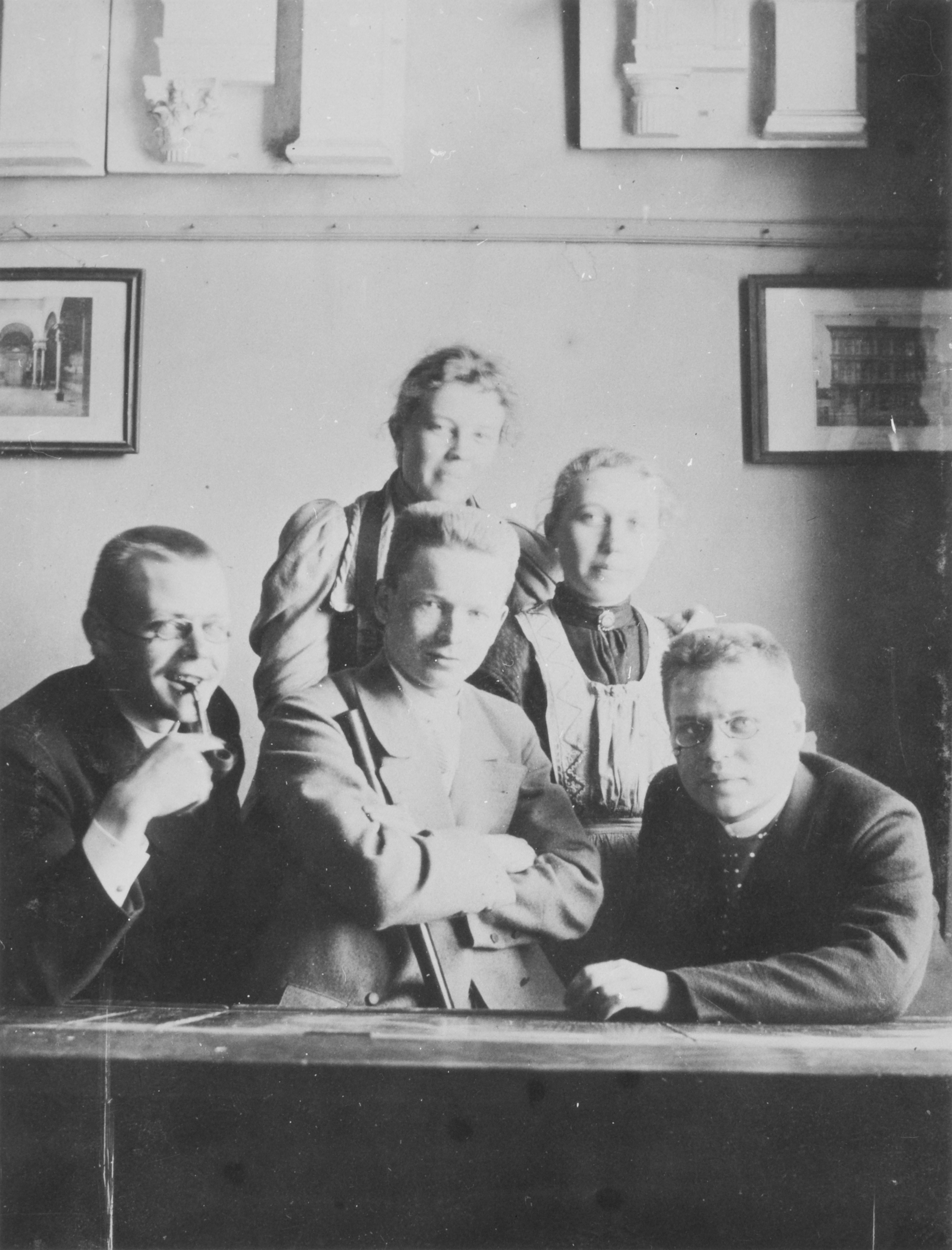
لون بالا سمت راست، با آرماس لیندگرن، الییل سارینن و ترستن منتل در جهت عقربه‌های ساعت و آلبرتینا اوستمن، ۱۸۹۶

در دههٔ ۱۹۱۰، او عمارتی در ییواسکالا، شهری که آثار بسیاری از آلوار آلتو، معمار شهیر فنلاندی در آنجاست، طراحی کرد. این پروژه در سال ۱۹۱۵ به پایان رسید. در دههٔ ۱۹۲۰، او با هانا پروینن در بسیاری از پروژه‌های معماری در منطقهٔ ییواسکالا، مانند طرّاحی چند مهدکودک، ایستگاه مراقبت‌های بهداشتی، یک کلیسا و یک کتابخانه همکاری کرد. در همان زمان او دفتر مرکزی انجمن مسیحی زنان جوان (YWCA) را در هلسینکی طراحی کرد و ساخت. در سال ۱۹۴۵، رصدخانهٔ ژئوفیزیک سدانکالا، که او طرّاحی کرده بود، نیز تکمیل شد. در سال ۱۹۵۶، او اولین زنی بود که انجمن معماران فنلاندی عنوان افتخاری «پروفسور» را به او داد.
در سال ۲۰۱۰، مجسمه‌ساز سنیا وکتموف مجسمه‌ای از لون را در مرکز پارکی خصوصی رو به عمارت قدیمی خود لون پرده برداری کرد، که طرح کلی آن بر روی پایه آن ظاهر می‌شود (اشاره ای مبهم به استفاده لون از همان طرح کلی در خانه‌ای که او طراحی کرده بود).

## زندگی شخصی و درگذشت

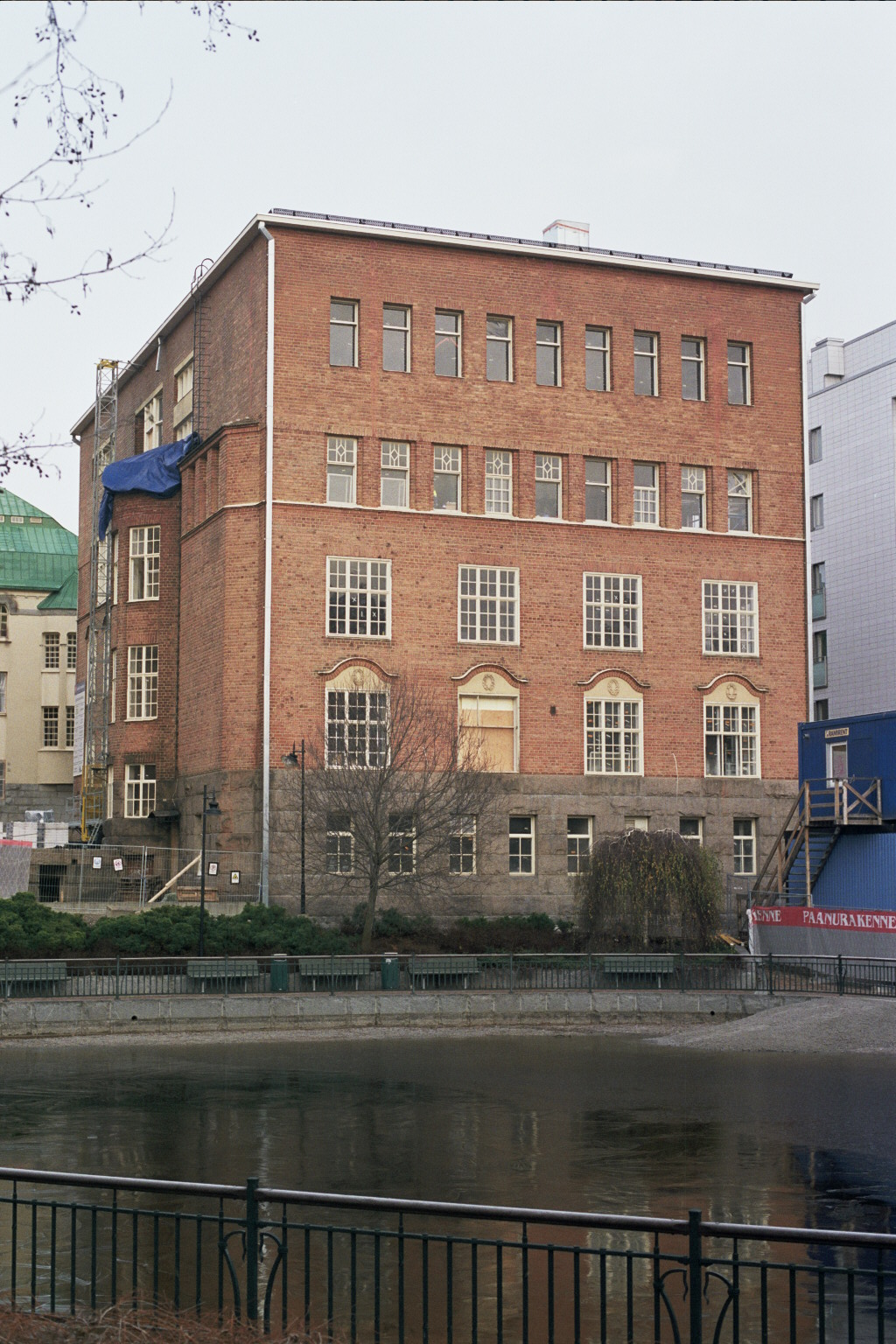
منزل ویوی لون

لون هرگز ازدواج نکرد و فرزندی نداشت. با این حال، او تا قبل از مرگ مادرش در سال ۱۹۲۴ فقط به مدّت کوتاهی تنها زندگی می‌کرد. برای مدت طولانی، مادرش مسئول امور مالسش بود. ماتیلدا و ویوی لون با هم در تامپره، ییواسکالا و هلسینکی زندگی می‌کردند. رابطه آنها گرم بود و مادر دخترش را در کارش تشویق می‌کرد. خدمتکار آنها، هیلدا میلیماکی نیز با لون زندگی می‌کرد.
لون سخنرانی در جمع را دوست نداشت و به همین علّت گاهی اوقات او را خجالتی و گوشه‌گیر توصیف می‌کردند. به گفتهٔ بستگانش، لون متواضع، دوستانه، با درایت، اجتماعی و مهمان نواز بود. او دایره وسیعی از دوستان و آشنایان داشت. او به عنوان یک معمار مستقل، مصمم، پشتکار و به توانایی‌های خود مطمئن بود. او عاشق معماری بود و گاهی غرق در کارش می‌شد به طوری که غذا خوردن را نیز فراموش می‌کرد. لونچنان خود را وقف کارش می‌کرد که
اوقتی برای شرگرمی نداشت؛ با این حال، گاهی باغبانی می‌کرد و شفر می‌رفت. و اشیا هنری و نقاشی هم جمع‌آوری می‌کرد.
تنها سرگرمی لون که با شغلش رقابت می‌کرد، سفر بود. بسیاری از سفرهای اولیه کوتاه بود و به یکی دو شهر می‌رفت، اما بعدها تا سه ماه سفر کرد با این حال، اغلب جنبه کاری در سفرها وجود داشت، زیرا او با جنبه‌های معماری از منظر کاری نیز آشنا شد.
لون همراه آرماس لیندگرن، سفرهای مربوط به کار قابل توجهی داشت. پس از سال ۱۹۲۱، لون حداقل ۱۴ سفر به اروپا با هانا پروینن انجام داد. لون در طول سفرهای خود با اوستمن-بوتینگر در آلمان و با دوست خانوادگی و دیپلمات پونتوس آرت در مسکو زندگی می‌کرد.
ویوی لون در ۲۷ دسامبر ۱۹۶۶ در هلسینکی درگذشت.

## ساختمان‌های قابل توجه
- آتش‌نشانی تامپره، ۱۹۰۸
- خانهٔ دانشجویان جدید، ۱۹۱۰
- خانهٔ دانشجویان جدید، نمای روبرو
- صومعه کرپ!، ۱۹۱۱. این بنا در سال ۱۹۴۱ تخریب شد و مجدداً با تغییراتی بازسازی شد.
- تئاتر استونی پیش از بازسازی، ۱۹۱۳
- کلیسای قدیم پیپسالا، ۱۹۰۸